# Pölkenstraße 31 (Quedlinburg)

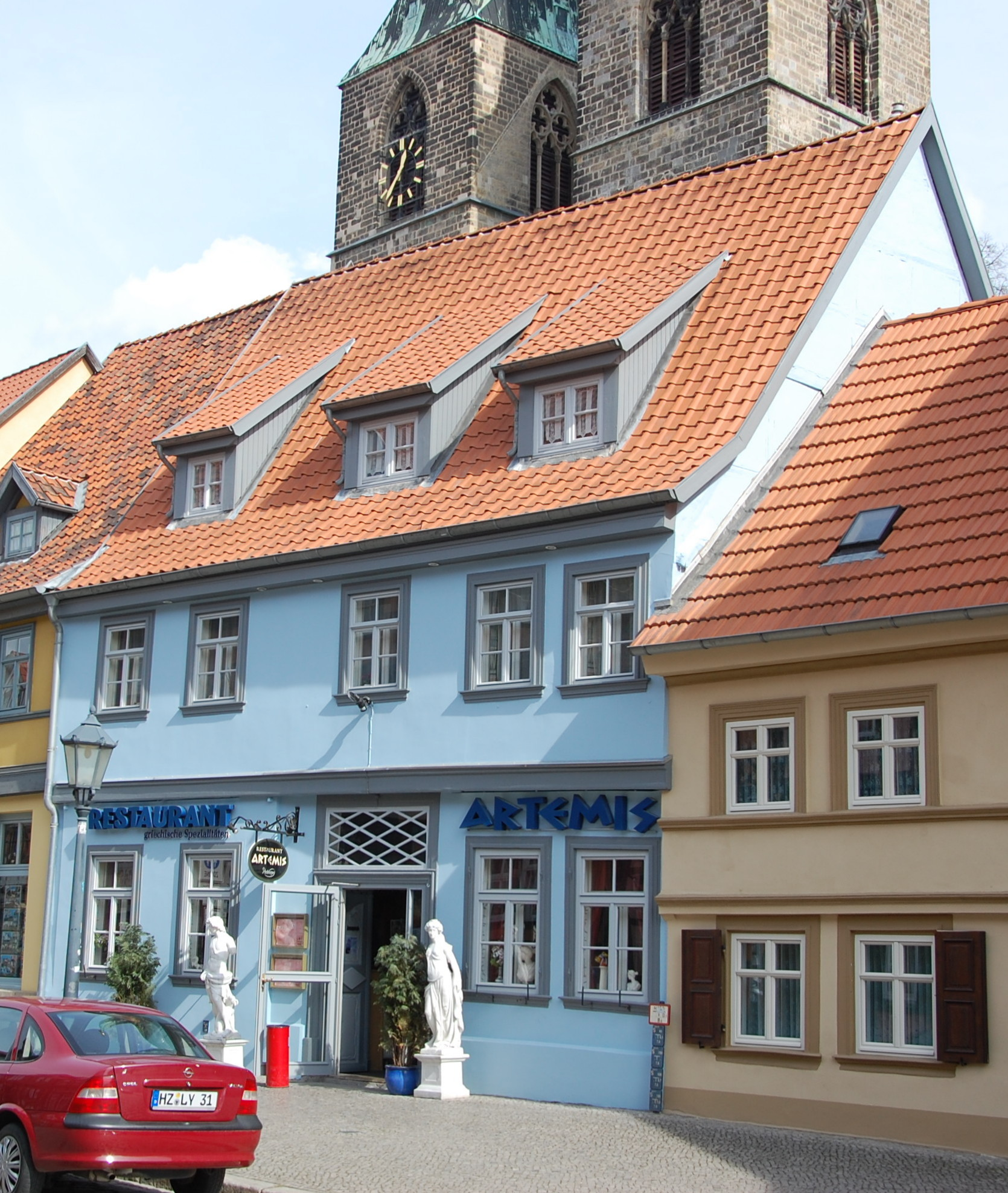
Haus Pölkenstraße 31

Das Haus Pölkenstraße 31 ist ein denkmalgeschütztes Gebäude in der Stadt Quedlinburg in Sachsen-Anhalt.

## Lage
Es befindet sich in der historischen Quedlinburger Neustadt auf der Ostseite der Pölkenstraße und ist im Quedlinburger Denkmalverzeichnis als Wohnhaus eingetragen.

## Architektur und Geschichte
Die Fassade des zweigeschossigen Fachwerkhauses präsentiert sich schlicht im Stil des Klassizismus. Die profilierte Rahmung der Hauseingangstür sowie deren beschnitzte Türblätter stammen aus der Zeit um 1750. Das Haus selbst ist älteren Datums. Die Entstehung des Oberlichts über der Tür wird nach seiner Bauform auf etwa 1820 datiert.
Im Erdgeschoss des Hauses befindet sich derzeit (Stand 2014) das griechische Restaurant Artemis.